# Timo Hildebrand
Timo Hildebrand (Worms, Alemania, 5 de abril de 1979) es un exfutbolista alemán. Jugaba de portero y se retiró en marzo de 2016 tras finalizar su contrato con el Eintracht Fráncfort. Además, fue internacional por la selección alemana.

## Trayectoria

### VfB Stuttgart
Tras empezar su carrera en el FV Hofheim/Ried, Hildebrand fichó por el filial del VfB Stuttgart en 1994.
En el verano de 2000, se convierte en el portero titular del Stuttgart y contribuye de manera importante al éxito del equipo alemán, en particular como parte del conocido "Stuttgart's youngs wild ones" entrenado por Felix Magath. Debido a las limitaciones financieras se vio obligado a subir del segundo equipo a varios jóvenes. Hildebrand participó en el Stuttgart subcampeón de la Bundesliga en 2003 que al año siguiente superó la fase de grupos de la Champions League, antes de ser eliminado por el Chelsea FC.
En diciembre de 2006 no aceptó la oferta del VfB Stuttgart para renovar su contrato, que terminaba en junio de 2007. Se comenzó a rumorear su fichaje por el Valencia CF español. El club fichó a Raphael Schäfer del 1. FC Nürnberg para sustituirlo.
En su última temporada en el club alemán permaneció 884 minutos sin recibir un gol. Superando a Kahn, que acumuló 805 minutos sin recibir un gol. No solo por eso, Hildebrand participó en el Mundial de Alemania como tercer portero del equipo alemán, pero fue el único jugador de su equipo que no jugó ningún partido.

### Valencia CF
El anuncio oficial del fichaje de Hildebrand por el Valencia se hizo el 3 de julio de 2008, aunque se rumoreaba desde febrero. 
Fue descubierto como portero del Valencia por David Marcos, el entonces entrenador del Valencia, que en los instantes previos al partido entre Valencia y Málaga correspondiente a la jornada 7 comunica a sus futbolistas cuál iba a ser la alineación titular. 
Comienza por la portería diciendo: Bajo palos: Timo Hildebrand. ¡Todo el vestuario quedó asombrado!
Debuta en el Valencia un 17 de agosto en la ronda de clasificación para la Champions League ante el IF Elfsborg, jugó los noventa minutos.
Con Quique Sánchez Flores en el banquillo alternó la titularidad con el veterano Santiago Cañizares. Tras la destitución de Quique, el nuevo entrenador Ronald Koeman apartó del equipo a Cañizares,  con lo que Hildebrand se convirtió en titular indiscutible. Combina algunos fallos con grandes actuaciones pero su consagración llega en el Camp Nou en un partido de Copa ante el FC Barcelona donde realiza 14 paradas (récord absoluto de esa temporada).[cita requerida]
Hildebrand fue titular en la final de la Copa del Rey que el Valencia conquistó ante el Getafe CF. Pero con el cese de Koeman, apenas una semana después, llegó al banquillo Voro, quien depositó nuevamente su confianza en Cañizares para disputar el tramo final de la liga. En total, en la temporada 2007/2008, disputó veintinueve partidos de Liga, ocho de Copa del Rey y tres de Liga de Campeones y encajó 39 goles, convirtiéndose en uno de los porteros más goleados de la liga. Sus peores días los ha vivido frente al Real Madrid en el que recibió 5 goles y contra el FC Barcelona que recibió 6. 
Con la retirada de Cañizares y la llegada del técnico Unai Emery, Hildebrand empezó la temporada 2008/09 disputando la Supercopa de España como titular, donde encajó seis goles en dos partidos. Tras ello, Emery decidió retirarle la titularidad en favor del recién fichado Renan Brito, argumentándolo como una "decisión técnica". A partir de entonces su exclusión de las convocatorias se convirtió en habitual, quedando incluso relegado a tercer guardameta en beneficio del joven del filial Vicente Guaita, lo que le llevó a afirmar "yo no pinto nada en el Valencia". Poco después de estas declaraciones, el 4 de diciembre de 2008, llegó a un acuerdo para desvincularse del club valenciano, a pesar de que su contrato tenía vigencia hasta junio de 2010.

### TSG 1899 Hoffenheim
El 10 de diciembre de 2008 fue presentado como nuevo jugador del TSG 1899 Hoffenheim hasta junio de 2010.

### SP Sporting de Lisboa
El 1 de septiembre de 2010 ficha por el Sp Lisboa, en el que apenas jugó tres partidos oficiales y sumó 270 minutos.

### Schalke 04
El 21 de octubre de 2011 ficha por el Schalke 04, al estar sin equipo puede ser fichado aunque no esté en el periodo de fichajes. El Schalke le ficha al haberse lesionado su portero Ralf Fährmann de la rodilla derecha y perderse toda la temporada.

## Selección nacional
Debutó con la selección de fútbol de Alemania el 28 de abril de 2004 en un amistoso contra Rumanía en Bucarest, Alemania perdió 5-1 y Timo jugó solo media hora, cuando el equipo ya perdía 4-0. Jugó su primer partido oficial en la Copa Confederaciones 2005 contra Argentina. Hasta ahora Hildebrand ha jugado 7 veces con la selección alemana absoluta y 15 con la selección sub-21.
Era considerado en su momento como una de las estrellas emergentes de Alemania desde su elección como tercer portero en la Eurocopa 2004 en Portugal, en la Copa Confederaciones 2005 y el Mundial 2006.

### Participaciones en Copas del Mundo
| Mundial                        | Sede     | Resultado    |
| ------------------------------ | -------- | ------------ |
| Copa Mundial de Fútbol de 2006 | Alemania | Tercer lugar |

### Participaciones en Copas FIFA Confederaciones
| Copa                           | Sede     | Resultado    |
| ------------------------------ | -------- | ------------ |
| Copa FIFA Confederaciones 2005 | Alemania | Tercer lugar |

### Participaciones en Eurocopas
| Eurocopa      | Sede     | Resultado    |
| ------------- | -------- | ------------ |
| Eurocopa 2004 | Portugal | Primera fase |

## Clubes
| Club                  | País     | Año       |
| --------------------- | -------- | --------- |
| VfB Stuttgart         | Alemania | 1999-2007 |
| Valencia CF           | España   | 2007-2008 |
| Hoffenheim            | Alemania | 2009-2010 |
| Sporting de Lisboa    | Portugal | 2010-2011 |
| Gelsenkirchen-Schalke | Alemania | 2011-2014 |
| Eintracht Frankfurt   | Alemania | 2014-2015 |

## Palmarés

### Campeonatos nacionales
| Título        | Club          | País     | Año  |
| ------------- | ------------- | -------- | ---- |
| 1. Bundesliga | VfB Stuttgart | Alemania | 2007 |
| Copa del Rey  | Valencia CF   | España   | 2008 |